# Hommes et Femmes illustres
La série des Hommes et Femmes illustres (serie degli Uomini e donne illustri) est un ensemble de fresques peintes par Andrea del Castagno entre juin 1449 et octobre 1451 pour le gonfalonnier Filippo Carducci dans une loggia de 15,50 m de long de sa villa de Legnaia, un des quartiers de Florence. Neuf sont exposées à la galerie des Offices de Florence.

## Description
Dans une architecture de niches simulées, entourées de pilastres et surplombant des panneaux de marbre chiqueté s'y trouvaient représentés les figures d'Italiens illustres : des militaires et des écrivains, des personnages bibliques ou légendaires (les figures d'Adam, d'Ève et de la Vierge à l'Enfant étaient placées sur un mur plus  petit, sur la gauche, autour d'une porte), le tout surmonté de festons agrémentés de putti les tenant :
Hommes politiques et militaires
- Pippo Spano, condottiere italien et chef militaire de Hongrie né en 1369.
- Farinata degli Uberti, un des chefs de la faction gibeline de Florence pendant le Duecento.
- Niccolò Acciaiuoli (1310 - 1365), homme politique et militaire italien, fils d'Acciaiolo, de la famille florentine des Acciaiuoli.

Érudits et écrivains
- Dante, poète, homme politique et écrivain florentin ayant promu la langue toscane.
- Pétrarque, érudit, poète et humaniste florentin.
- Boccace, écrivain florentin.

Personnages bibliques
- Ève.
- Adam.
- Esther, épouse du roi de Perse Assuérus.
- La Vierge à l'Enfant.

Personnages mythiques
- La Sibylle de Cumes.
- Tomyris, reine légendaire des Massagètes, célèbre pour avoir décapité Cyrus le Grand.

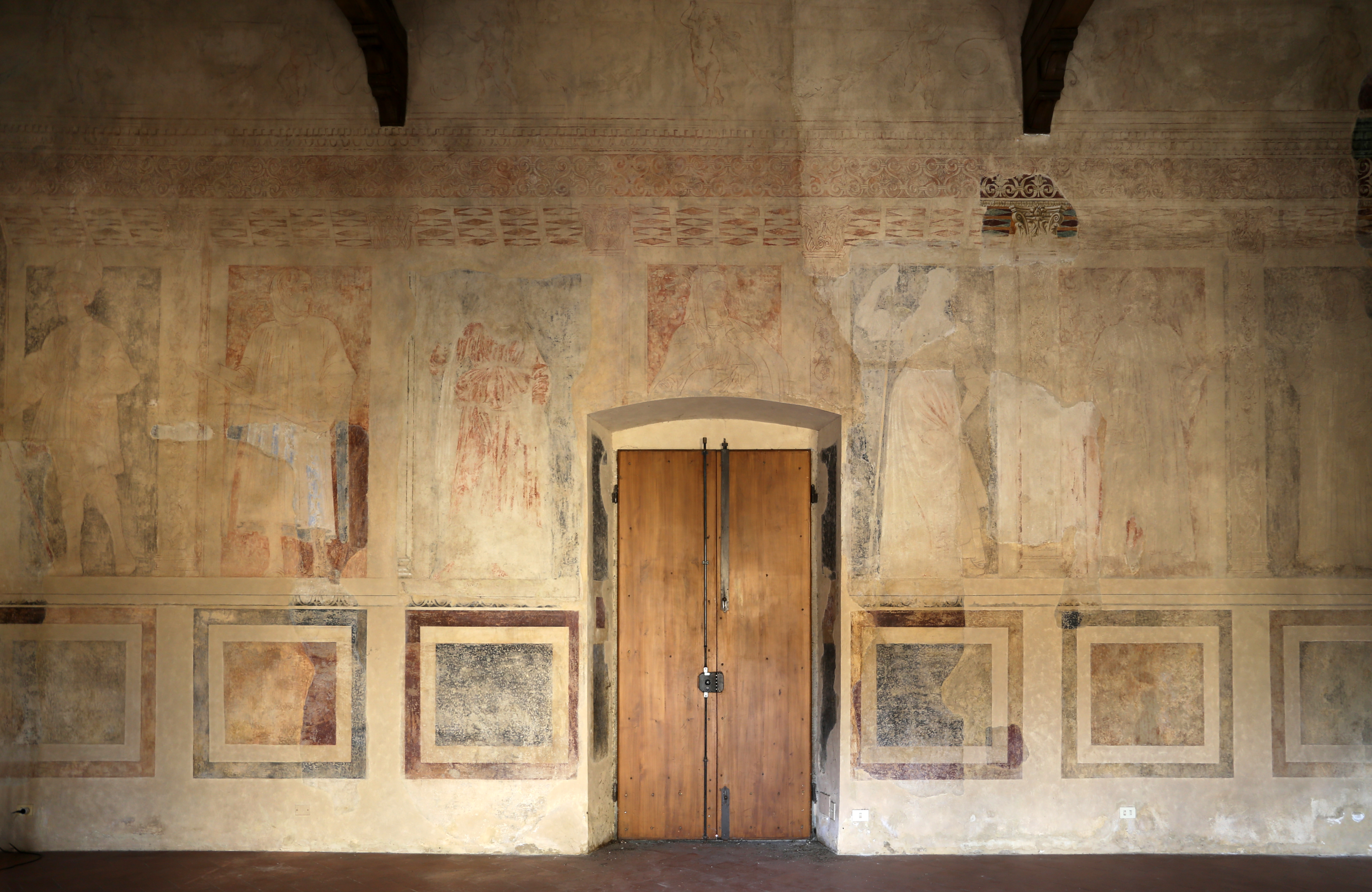
Emplacement d'origine.

## Lieu d'exposition
Neuf des figures (hormis Adam, Ève et la Vierge à l'Enfant, découvertes plus tard et très endommagées), « sur le motif  d'ascendance courtoise  française », rassemblant trois hommes de guerre, trois femmes célèbres et trois poètes, ont été, dès 1954, détachées et transférées sur des panneaux de bois de 250 × 155 cm (sauf Esther, placée au-dessus d'une porte : 120 × 150 cm), pour être exposées à la Galerie des Offices :

Hommes de guerre (partie gauche de la paroi)
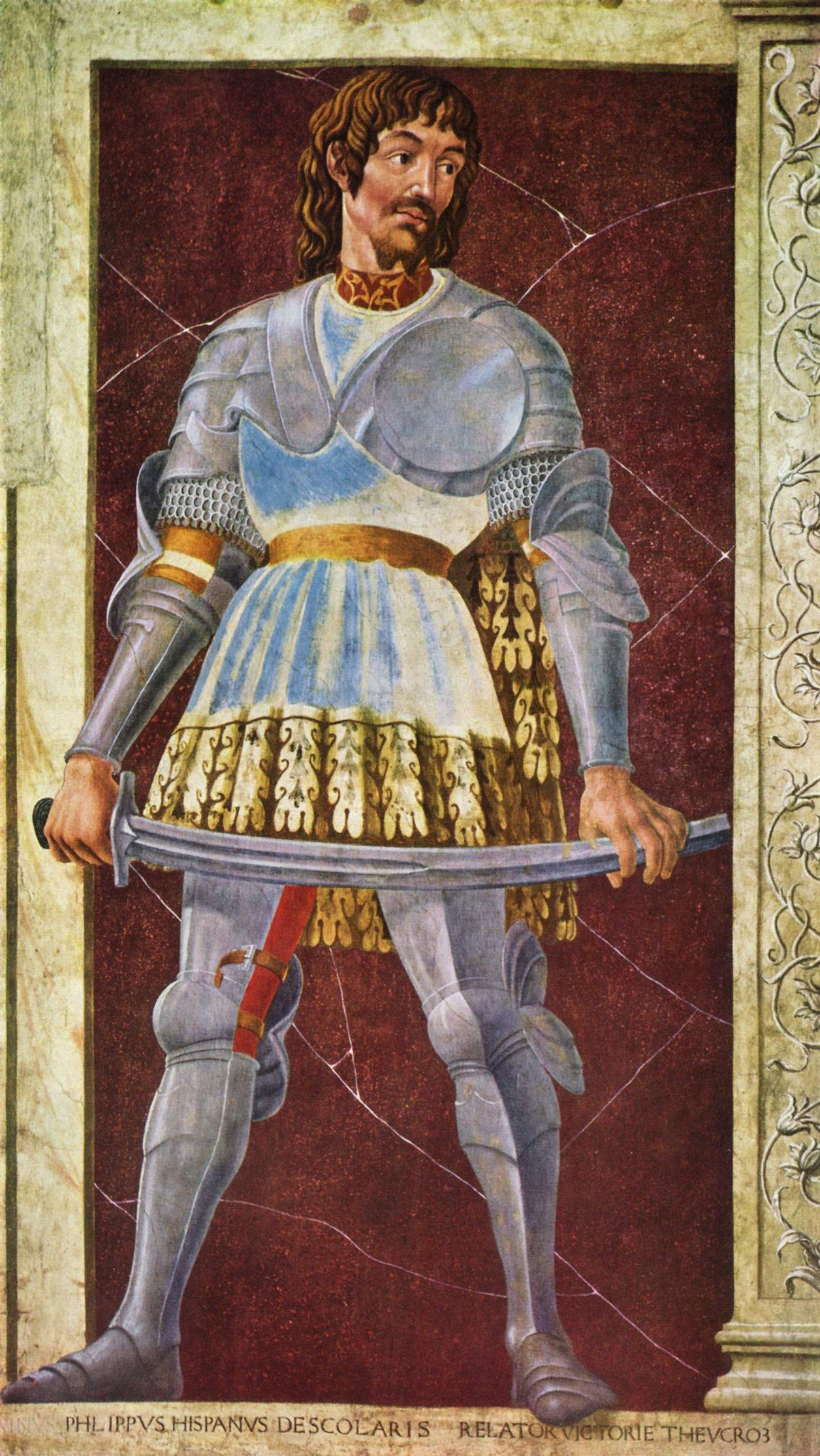
Pippo Spano
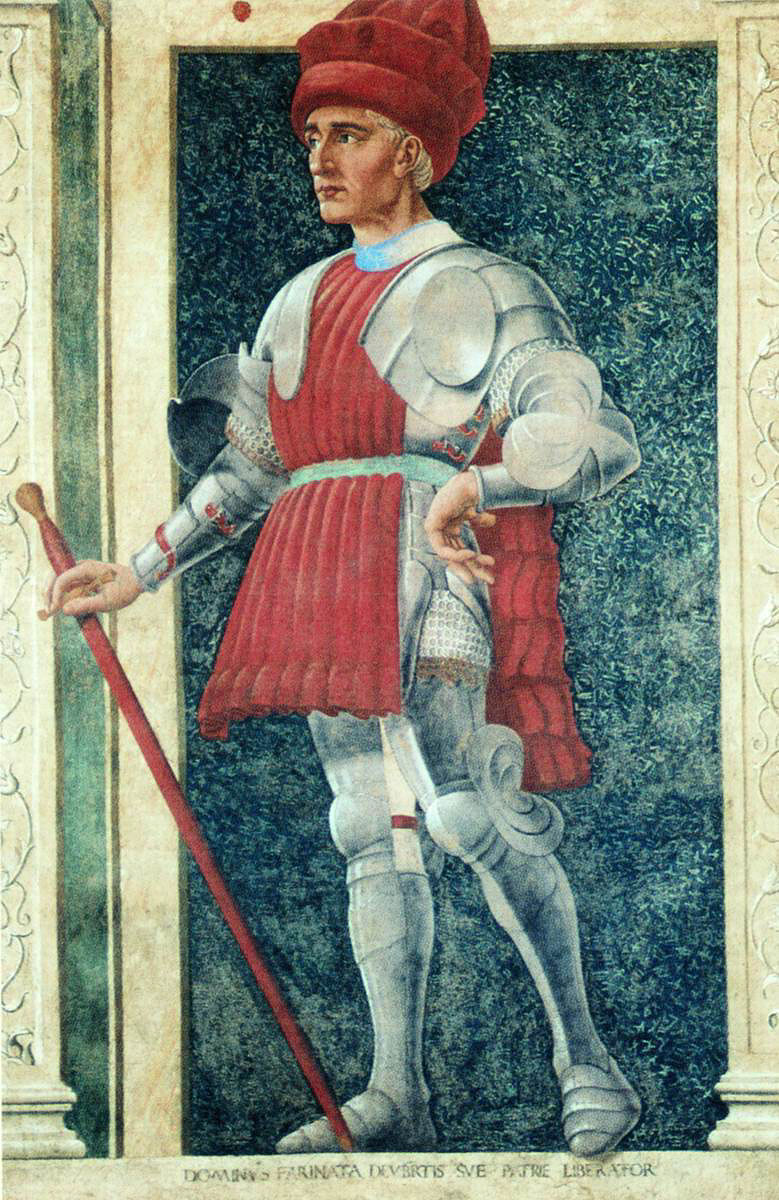
Farinata degli Uberti
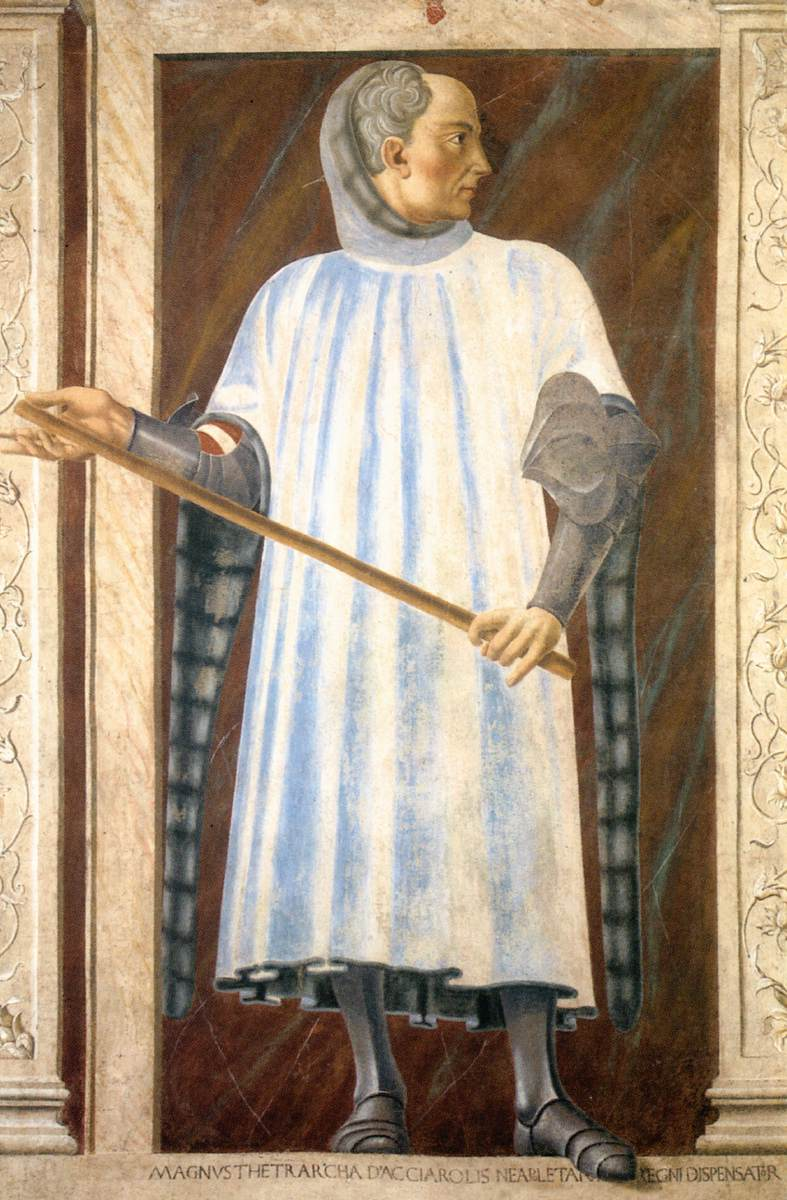
Niccolò Acciaiuoli

Femmes célèbres (partie de la paroi centrée sur la porte)
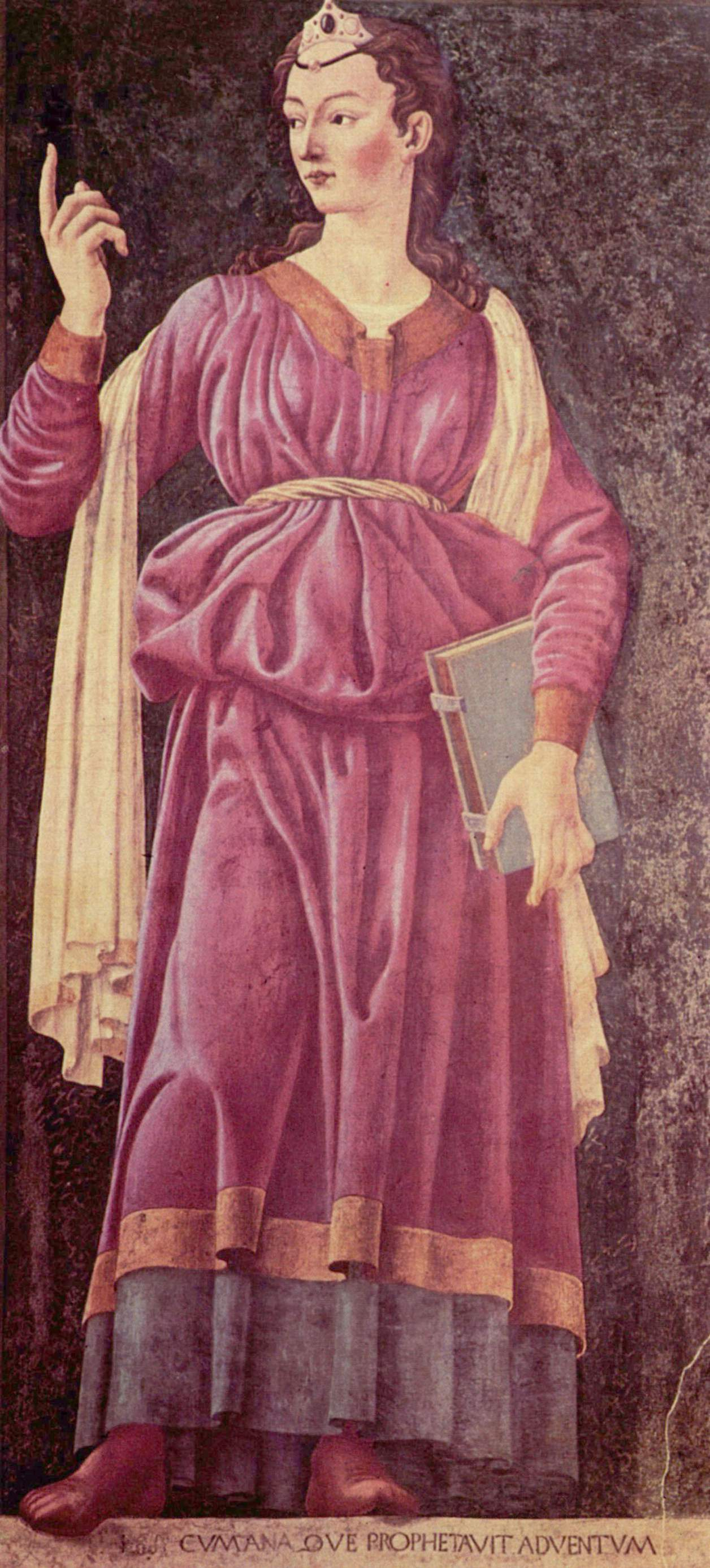
La Sibylle de Cumes
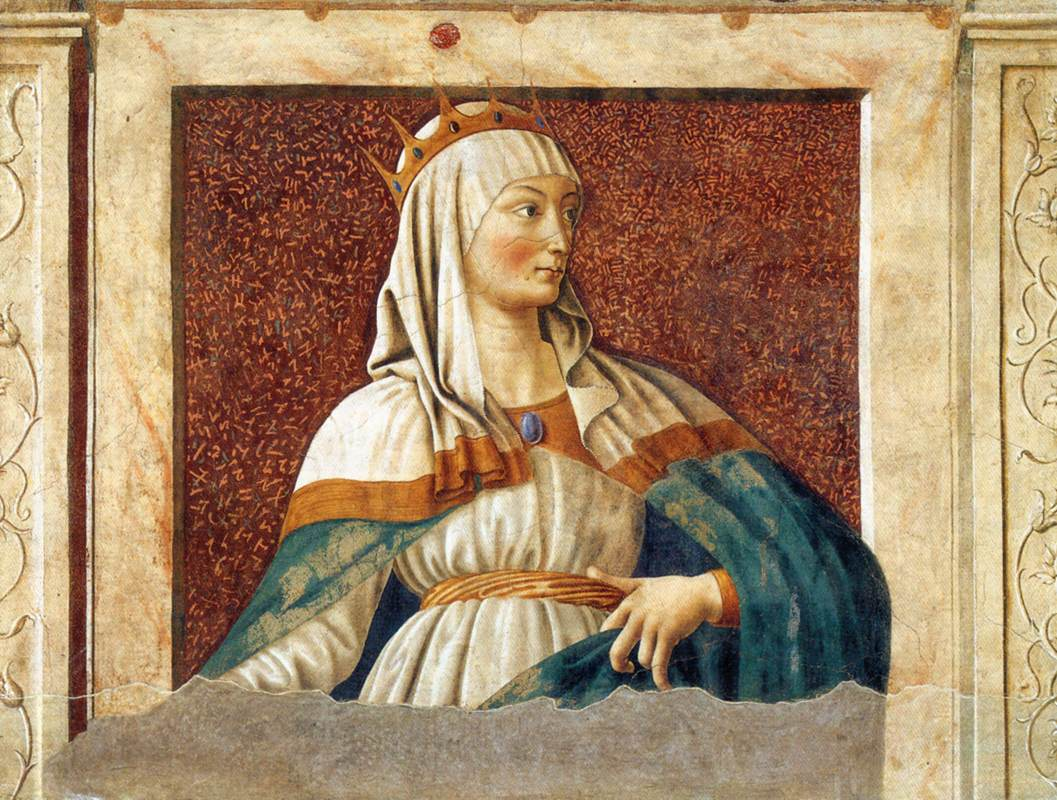
Esther
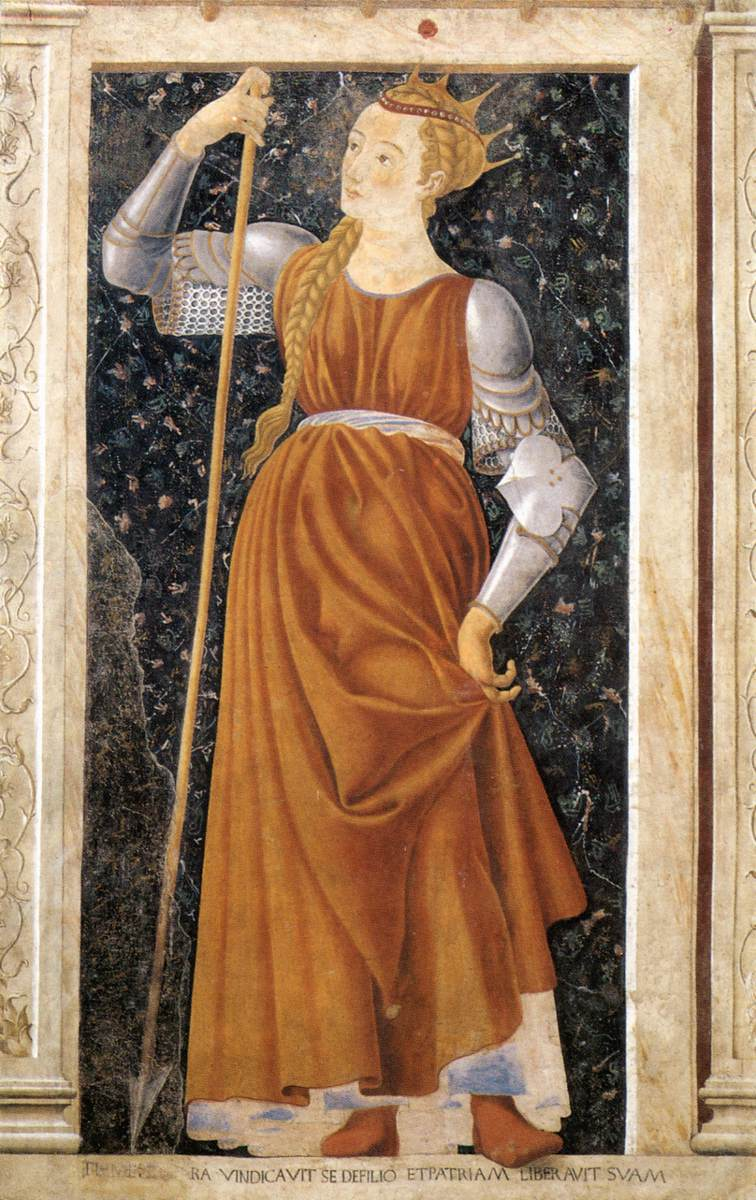
Tomyris

Poètes (partie droite de la paroi)
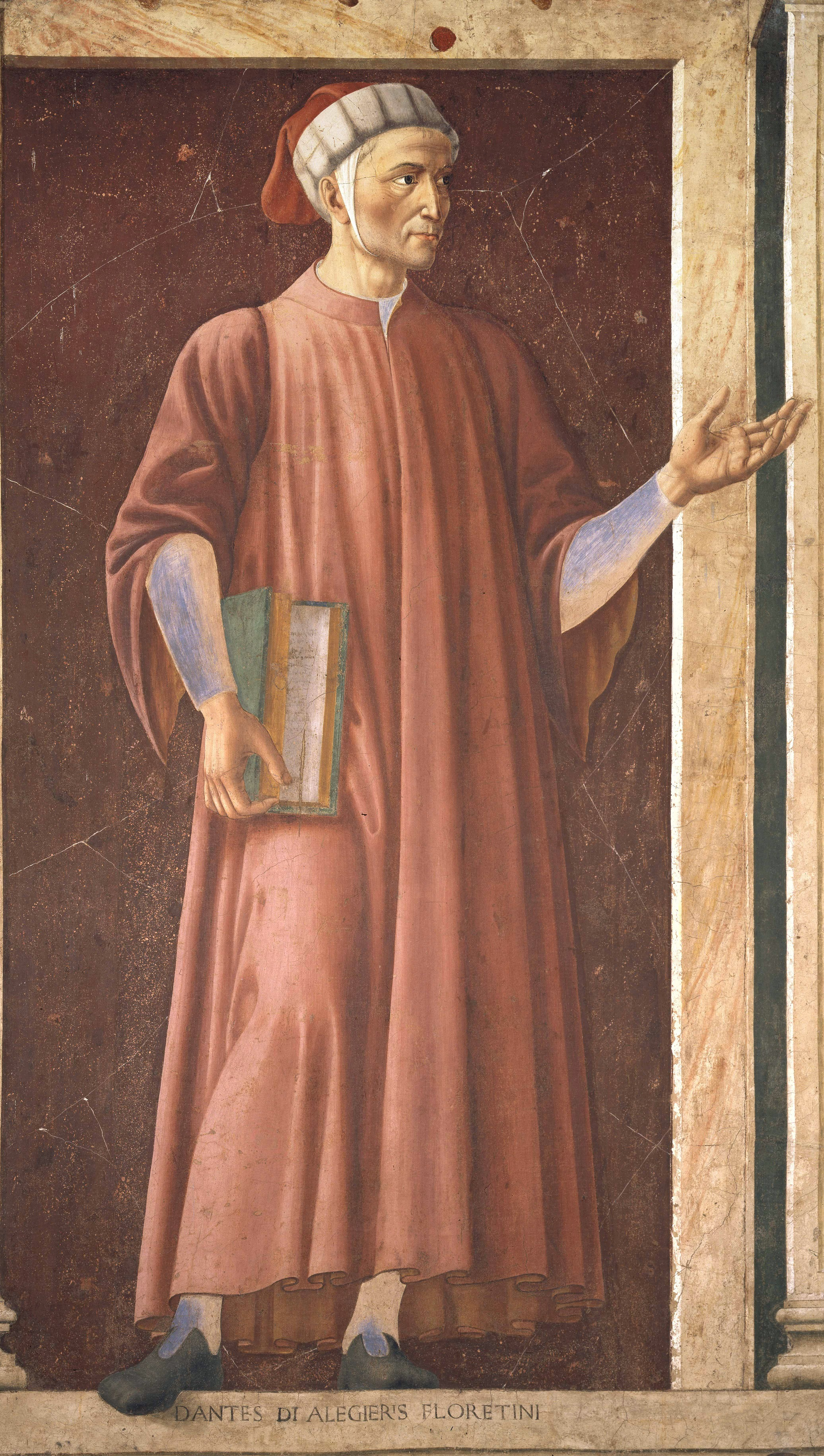
Dante
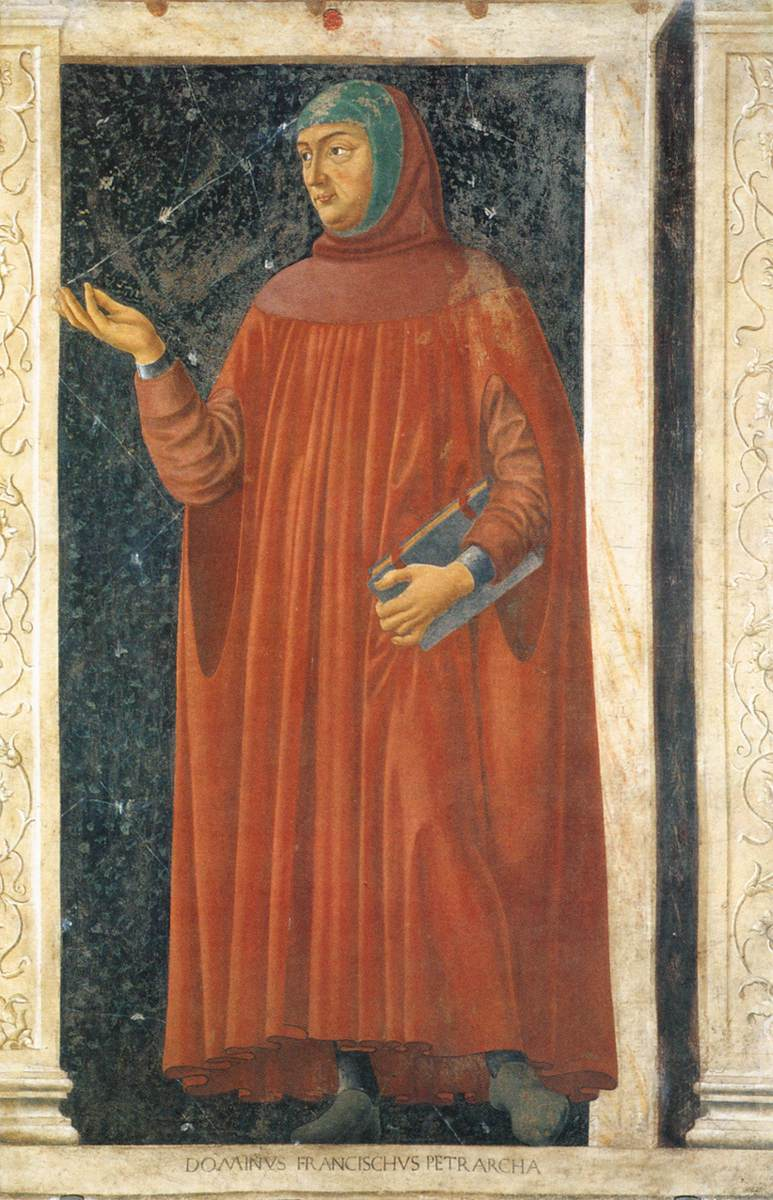
Pétrarque
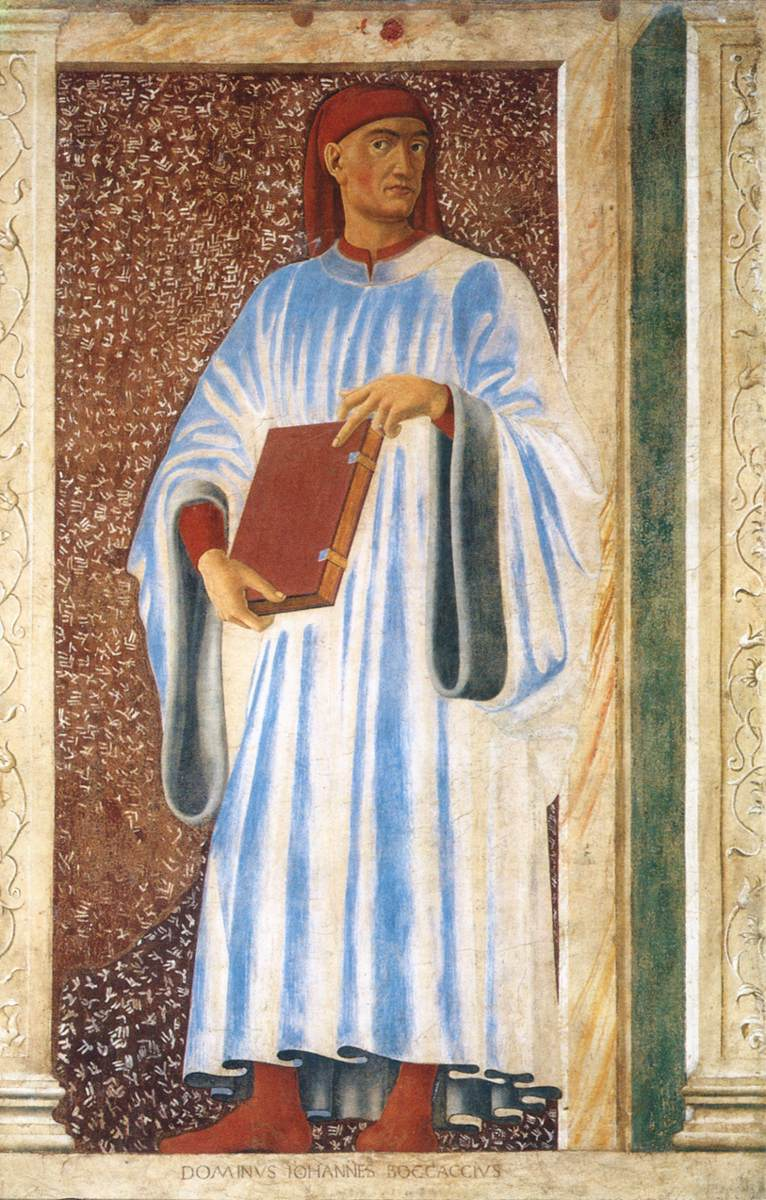
Boccace